# لويز إيجلي
لويز إيجلي (بالألبانية: Luiz Ejlli) هو مغني ألباني ولد في يوم 12 يوليو 1985 في مدينة إشقودورة في ألبانيا. بدأ الغناء في سنة 2004، اشتهر بعد مشاركته في برنامج آيدول بالنسخة الألبانية. مثل ألبانيا في مسابقة الأغنية الأوروبية في سنة 2006 بأغنية Zjarr e ftohtë. هو أول من مثل ألبانيا في المسابقة بأغنية باللغة الألبانية.